# تاکویا مییاموتو (بازیکن فوتبال، زاده ۱۹۹۳)
' (ژاپنی: 宮本 拓弥؛ زادهٔ ۲۱ مهٔ ۱۹۹۳) یک بازیکن فوتبال اهل ژاپن است.
از باشگاه‌هایی که در آن بازی کرده‌است می‌توان به باشگاه فوتبال میتو هولیهوک، باشگاه ورزشی یوکوهاما و باشگاه فوتبال فوجی‌ئدا اشاره کرد.